# E313
La ruta europea E313 és una carretera que forma part de la xarxa de carreteres europees. Comença a Anvers i finalitza a Lieja (totes dues a Bèlgica), en direcció nord-sud. Té una longitud aproximada de 112 km.